# 07h00 - 08h00 (épisode de 24 Heures chrono, saison 5)
Pour l'épisode de la saison 4, voir 07h00 - 08h00 (épisode de 24 Heures chrono, saison 4).
07h00 - 08h00 est le premier épisode de la 5e saison de la série télévisée 24 Heures chrono.

## Résumé

### De 07:02:26 à 07:15:55
À Mojave, Californie - une petite ville en bordure du Désert de Mojave une centaine de kilomètres au nord de Los Angeles - le contremaître d'un forage pétrolier recrute de la main d'œuvre pour la journée. Jack Bauer, habillé en ouvrier, fait partie des volontaires. Le contremaître, qui le connaît sous le nom de Franck, lui exprime ses regrets de ne pouvoir l'embaucher, et lui promet du travail pour le jour suivant.
À Los Angeles, Californie, dans l'appartement de Wayne Palmer, frère et ancien chef de cabinet de l'ex-président, David Palmer travaille à l'écriture de ses mémoires avec l'aide de son frère, tandis qu'une télévision annonce l'arrivée imminente du président de la Russie Youri Suvarov, venu à Los Angeles rencontrer le président des États-Unis : Charles Logan. Wayne remarque que David semble pensif et préoccupé à la lecture d'un journal, qui traite lui aussi du sommet américano-russe, et du traité que les deux pays s'apprêtent à signer. Alors que David assure à Wayne qu'il n'a aucun souci particulier, une balle traverse la fenêtre et frappe l'ancien président en plein cœur, sous le regard impuissant de son frère et de ses gardes du corps. Un sniper, sur le toit de l'immeuble en face, contemple son travail une seconde avant de baisser son arme.
À la Résidence Présidentielle, à Hidden Valley, Californie - une autre petite ville à 700 ou 800 kilomètres de Los Angeles -, le président Logan et toute son équipe se préparent à accueillir le président Suvarov, lorsqu'on leur apprend l'assassinat de David Palmer.
À la Cellule Anti-Terroriste, à Los Angeles, tout le monde semble pris de court par l'attentat. Bill Buchanan, Curtis Manning et Edgar Stiles y travaillent toujours. Bill Buchanan, toujours à la tête de la CAT, fait son rapport auprès du président Logan par visiophone et lui recommande de repousser la signature du traité avec le président russe, mais Logan s'y oppose formellement.
Chez Chloe O'Brian, dans un immeuble de Los Angeles, Chloe se réveille aux côtés d'un certain Spencer, un de ses collègues avec qui elle regrette déjà d'avoir passé la nuit. Spencer, en revanche, semble avoir des sentiments pour elle et ne rien regretter. Chloe reçoit alors un SMS l'informant de la mort de Palmer.
À Mojave, Jack découvre à son tour, par l'intermédiaire d'un flash info télévisé, la mort soudaine de David Palmer. Diane Huxley, amante de Jack et propriétaire de sa chambre, l'invite à prendre le petit déjeuner. Elle et son fils, Derek Huxley, connaissent également Jack sous le nom de Franck. Derek, un jeune homme d'environ 17 ans, protecteur et possessif envers sa mère, se méfie de Jack dont il a remarqué la trop grande discrétion au sujet de son passé. Diane, en revanche, ne s'en soucie pas.
À la résidence Almeida, Tony Almeida et Michelle Dessler, ne travaillant désormais plus pour la Cellule, suivent également les évènements à la télévision. Bien que Tony tente de l'en dissuader, Michelle décide de partir pour la CAT épauler ses anciens collègues. Alors que Tony s'apprête à la rejoindre, la voiture de Michelle explose au moment où elle en ouvre la portière. Tony tente de lui porter secours, mais dans un second souffle, les flammes de l'explosion le balayent à son tour.

### De 07:21:42 à 07:31:51
Mosaïque : À l'appartement de Wayne Palmer, les agents fédéraux inspectent les lieux du crime et relèvent des indices. À la résidence présidentielle, on hisse le drapeau américain en vue de la visite de Suvarov. Chez Diane Huxley, Jack termine son petit déjeuner.
Spencer arrive à la CAT, qui a déjà reçu un premier rapport concernant la voiture piégée de Michelle. Edgar téléphone à Chloe, également en chemin pour la Cellule, et l'informe que Michelle est morte, et Tony gravement blessé. Chloe comprend alors qu'elle est en danger : des 4 personnes à avoir couvert la fausse mort de Jack, 3 viennent d'être victime d'attentats, il ne reste plus qu'elle. Supposant sa voiture piégée, elle s'enfuit à pied, poursuivi par un homme sous les ordres du sniper qui vient de tuer Palmer. Elle parvient de à lui échapper de justesse, et téléphone à Jack d'une cabine. Une fois mis au courant de la situation, Jack lui dit de couper tout contact avec la Cellule, et lui donne rendez-vous dans une raffinerie de pétrole abandonnée au nord de Los Angeles une demi-heure plus tard.
À la CAT, dans la salle de briefing, Buchanan annonce à son équipe le transfert de Tony Almeida à l'unité médicale de la Cellule afin d'assurer sa protection. Personne ne voit en une coïncidence dans les deux attentats simultanés, et tous cherchent le lien entre les Almeida et Palmer, tout en renforçant les mesures de sécurité autour du sommet russo-américain qui doit avoir lieu le jour même. Audrey Raines, représentante de la défense, est chargée de la coordination avec la Cellule, il semble s'agir de son premier retour à la CAT depuis la prétendue mort de Jack.
À la Résidence Présidentielle, le président Logan donne une conférence de presse dans laquelle il rend un hommage en président Palmer. Pendant ce temps, Martha Logan, première dame des États-Unis, qui termine de se préparer dans sa chambre, détruit son maquillage et sa coiffure, et demande à sa coiffeuse, Evelyn, de tout recommencer. Walt Cummings, toujours chef de la sécurité du président Logan, vient lui apprendre la mort de David Palmer dont elle était l'amie. Martha semble bouleversée par cette nouvelle, et court brusquement hors de la résidence, disant devoir parler à son mari de toute urgence. Tout le service de sécurité tente de l'arrêter, craignant que la presse ne la voit hystérique, avec une coiffure et un maquillage anéanti, mais Mike Novick et Walt Cummings parviennent à la raisonner de justesse. Martha Logan demande alors à pouvoir parler à son mari une fois la conférence terminée.

### De 07:37:43 à 07:44:31
Mosaïque : À la CAT, Buchanan semble pensif. Audrey s'occupe des protocoles de sécurité. À Mojave, Jack, dans sa voiture, retourne au forage pétrolier.
Arrivé au forage, Jack se dirige vers un hélicoptère posé entre deux hangars, il assomme l'homme en train de le décharger avant de découvrir que Derek, qui l'a suivi jusque-là, l'a vu attaquer l'ouvrier. Pris de court, Jack fait monter Derek de force dans l'hélicoptère, et décolle en direction de Los Angeles.
À la CAT, Tony, dans un état végétatif, arrive à l'antenne médicale et s'apprête à être opéré. Curtis et Buchanan commencent à faire le lien entre Tony et Palmer : un contact entre eux le jour de la mort de Jack, et pas de trace de leur conversation dans les archives. Ils comprennent que les attentats sont probablement liés à la mort de Jack.
Dans l'hélicoptère, Jack et Derek continuent leur route vers la raffinerie. Jack téléphone à Diane et lui demande de venir chercher Derek à Los Angeles.
À la résidence présidentielle, Charles Logan va voir sa femme qui lui confit que David Palmer l'avait appelée la veille, et disait vouloir parler à Charles d'un problème de sécurité nationale. Le président Logan, rappelant à sa femme de prendre ses calmants, lui promet qu'il demandera à son chef de la sécurité de s'occuper de cette affaire, mais ne voit dans ce comportement qu'une crise de délire. Il évoque tout de même la théorie de sa femme avec Cummings, ce qui semble l'inquiéter plus que le président.

### De 07:50:13 à 07:59:56
Mozaïque : Dans un taxi, Chloé O'Brian approche de la raffinerie. Dans l'hélicoptère Jack et Derek s'en approchent également. À la résidence présidentielle, Martha Logan semble prise d'une crise d'angoisse.
À la CAT, Edgar commence à s'inquiéter du retard de Chloe, mais Spenser le persuade que son comportement inhabituel n'est qu'une conséquence de leur nuit passée ensemble. Edgar, ami de Chloe, semble troublé d'apprendre leur relation de cette façon.
À la raffinerie, Chloe descend de son taxi qui s'en va. Quelques secondes plus tard, l'hélico de Jack atterrit, et Chloe le rejoint. Jack demande à Chloe de lui donner accès aux archives de la Cellule, qui lui répond pouvoir y arriver depuis un centre technique. Toujours accompagné de Derek, ils tentent de faire redécoller l'hélicoptère, mais trop tard, les poursuivants de Chloe les ont rattrapés. Tous trois descendent de l'hélico, Jack couvrant leur fuite à l'aide de grenades fumigènes, très vite dispersés par les pales de hélice déjà en mouvement. Pris dans la fumée, deux des quatre terroristes quittent leurs véhicules et se séparent pour retrouver leurs proies. Jack parvient alors à en tuer un isolé, en silence, à l'aide son couteau. Il parvient ensuite à intercepter la seconde voiture de leur agresseurs alors qu'elle tente de contourner l'écran de fumée. Armée de son pistolet, Jack provoque un accident et tue les deux occupants du véhicule. Pendant ce temps, le quatrième et dernier terroriste - assassin de David Palmer et apparemment chef du groupe des poursuivants - rattrape Chloe et Derek cachés dans la raffinerie, mais Jack et Chloe réussissent à l'abattre les premiers. Jack, constatant que malgré quatre balles dans le corps, leur assaillant est toujours vivant, l'interroge en lui promettant de le conduire à l'hôpital s'il lui explique dans quel but il a tenté de tuer les personnes qui avaient couvert sa fuite. Le criminel lui révèle alors que seul Palmer devait mourir, mais qu'il avait également tenté de tuer les autres personnes partageant le même secret que lui afin de rediriger les soupçons sur Jack, et camoufler les véritables motifs de son assassinat. Palmer aurait été détenteur d'une information compromettante qui justifiait qu'on veuille le faire taire, mais le terroriste dit ignorer laquelle. Il avoue à Jack qu'il était le tireur responsable de la mort de Palmer.
Mosaïque : Jack pose un regard plein de haine sur le visage de celui qui a tué deux de ses meilleurs amis. Derek, horrifié, semble comprendre ce que Jack s'apprête à faire. Tony est opéré au bloc chirurgical de la CAT. Evelyn brosse les cheveux de la première dame à la résidence présidentielle. Logan, pensif, prépare toujours le sommet imminent.
Bauer interroge son prisonnier sur l'identité de son commanditaire qui lui dit n'avoir jamais vu son visage ni connaître son nom. L'assassin lui rappelle alors sa promesse de l'emmener à l'hôpital. Jack se lève lentement et, sans un mot, sous les yeux de Chloe et Derek, l'achève d'une balle.

## Commentaire
- Le plan des terroristes consistant à commettre plusieurs meurtres pour masquer le mobile d'un seul n'est pas sans rappeler le scénario du film Compartiment tueurs (1965) dans lequel l'assassin tue une personne, puis supprime les témoins de ce meurtre, dans l'unique but de tuer l'un de ces témoins en détournant les soupçons.
- Chez Wayne Palmer, la chaîne couvrant l'arrivée du président russe est Fox News, une autre chaîne du réseau diffusant la série.
- Le journal lu par David Palmer est le Los Angeles Tribune, un quotidien fictif dont le nom est également utilisé dans la série Lou Grant.
- Dans la chambre de Jack, la chaîne couvrant la mort du président Palmer est la CNB, une chaîne fictive dont le logo est proche de celui de la célèbre chaîne d'actualité CNN.

## Distribution
(par ordre d'apparition au générique)

### Acteurs principaux
- Kiefer Sutherland : Jack Bauer
- Kim Raver : Audrey Raines
- Mary Lynn Rajskub : Chloe O'Brian
- Carlos Bernard : Tony Almeida
- Gregory Itzin : Charles Logan
- James Morrison : Bill Buchanan
- Roger Cross : Curtis Manning
- Louis Lombardi : Edgar Stiles
- Jean Smart : Martha Logan

### Acteurs récurrents
(Avec la participation de/Special Guest Star)
- Reiko Aylesworth : Michelle Dessler

### Invités
(Avec/Guest Starring)
- Jude Ciccolella : Mike Novick
- Connie Britton : Diane Huxley
- Brady Corbet : Derek Huxley
- Sandrine Holt : Evelyn Martin
- Jonah Lotan : Spenser Wolff
- John Allen Nelson : Walt Cummings
- DB Woodside : Wayne Palmer
- Thomas Vincent Kelly : Dr. Marc Besson
- Jeff Kober : Haas
- Eric Winzenried : Terroriste

### Invités Spéciaux
(Avec la participation spéciale de/Special Guest Appearance by)
- Dennis Haysbert : David Palmer

### Reste de la distribution
(Avec/Co-Starring)
- Eddie Mekka : Chef d'équipe
- Kevin Scott Allen : Chauffeur
- John Beard : Présentateur télévisé
- Marci Michelle : Jackie
- Michael Jacey : Agent des Services Secrets

## Diffusions
(liste non exhaustive)
| Date            | Pays       | Chaîne  | Commentaire                              |
| --------------- | ---------- | ------- | ---------------------------------------- |
| 15 janvier 2006 | États-Unis | FOX     | Première diffusion mondiale              |
| 8 mars 2006     | Belgique   | RTL-TVI | Première diffusion belge                 |
| 7 décembre 2006 | France     | Canal+  | Première diffusion française             |
| 30 juin 2007    | France     | TF1     | Première diffusion française non cryptée |